# Кібератаки проти Росії (2024)
Кібератаки проти Росії (2024).
У 2024 році кіберфахівці, що працюють у складі Головного управління розвідки Міністерства оборони України (ГУР) та Служби безпеки України (СБУ), ініціювали кілька кібератак на російські технології та інфраструктуру, включаючи атаки на банківський сектор Росії, російських інтернет-провайдерів, веб-ресурси регіональних та муніципальних адміністрацій, російські аеропорти, кілька російських державних установ та приватні компанії. Операції проводилися з метою перешкоджання російським військовим операціям та виявлення секретних документів, які могли бути враховані Збройними силами України під час російського вторгнення в Україну, а також для дестабілізації російських інституцій. Кібератаки почали посилюватися у червні та липні 2024 року.

## Передумови
Російсько-українська кібервійна є складовою протистояння між Росією та Україною з часів Революції Гідності 2013–2014 років. Російська кіберзброя Уробурос існує з 2005 року. Однак перші атаки на інформаційні системи приватних підприємств та державних установ України були зафіксовані під час масових протестів у 2013 році. У 2013 році розпочалася операція «Армагеддон» – російська кампанія систематичного кібершпигунства за інформаційними системами державних установ, правоохоронних органів та оборонних відомств, яка, як вважається, мала допомогти Росії на полі бою. Між 2013 і 2014 роками деякі інформаційні системи українських державних установ були уражені комп’ютерним вірусом, відомим як «Змія» / «Уроборус» / «Турла». У лютому-березні 2014 року, коли російські війська увійшли до Криму, було здійснено рейди на центри зв’язку та пошкоджено оптоволоконні кабелі України, що призвело до переривання зв’язку між півостровом та материковою частиною України. Крім того, вебсайти, новини та соціальні мережі уряду України були закриті або стали ціллю DDoS-атак, а мобільні телефони багатьох українських парламентарів були зламані або заглушені. Українські експерти також заявили про початок кібервійни з Росією. 
Компанії з кібербезпеки почали реєструвати зростання кількості кібератак на інформаційні системи в Україні. Жертвами російських кібератак стали державні установи України, ЄС, Сполучені Штати, оборонні відомства, міжнародні та регіональні оборонні та політичні організації, аналітичні центри, ЗМІ та дисиденти. Станом на 2015 рік дослідники визначили дві групи російських хакерів, які брали активну участь у російсько-українській кібервійні: так звана APT29 (також відома як Cozy Bear, Cozy Duke) та APT28 (також відома як Sofacy Group, Tsar Team, Pawn Storm, Fancy Bear).

## Атаки

### Січень
В середині січня українське HUR повідомило, що волонтери-хакери BO Team, найняті міністерством, видалили 280 серверів та 2 петабайти даних з Planet, державного дослідницького центру космічної гідрометеорології на Далекому Сході, який допомагав російським військовим та п'ятдесяти іншим державним установам збирати та аналізувати супутникові знімки та дані. За даними HUR, кібератака коштувала Росії приблизно 10 мільйонів доларів США збитків, включаючи знищення суперкомп'ютера та його програмного забезпечення, що в цілому коштувало 350 000 доларів США, а західні санкції значно ускладнили його заміну. Атака також вплинула на склади та центральну будівлю дослідницького центру, включаючи його зволоження, кондиціонування повітря, сервери та аварійне джерело живлення. Подальші атаки на російську арктичну станцію на острові Більшовик «повністю відрізали» її зв'язок з російськими мережами.

### Лютий
4 лютого офіційний Telegram-канал HUR повідомив, що вони отримали доступ до електронної системи управління документами під назвою «бюрократи» та розкрили детальну інформацію про високопоставлених російських військовослужбовців та фахівців. Міністерство також заявило, що знайшло широкий спектр секретних документів, зокрема, документи, що належать заступнику міністра оборони Росії Тимуру Іванову. В результаті хакерської атаки HUR вилучила конфіденційну інформацію, яка включала накази, звіти та інструкції російської армії, що поширювалися серед понад 2000 військових частин Міністерства оборони Росії та які могли бути проаналізовані Збройними силами України. Хакери саркастично подякували міністру оборони Росії Сергію Шойгу за ненавмисну роль у сприянні успіху кібератаки.
Хакери HUR також змогли зламати російське військове програмне забезпечення, яке використовується для модифікації комерційних дронів DJI для військового застосування, вимкнувши сервери, відповідальні за російську систему ідентифікації "свій-чужий", перешкоджаючи військам отримати доступ до сервера для операцій з дронів. Кібератака також перешкодила військам налаштовувати панелі керування, передавати відеопотоки на командні пункти та керувати дронами за допомогою комп'ютерних інтерфейсів, примусово зупинивши кілька парків дронів та зупинивши операції.

### Квітень=
У квітні HUR співпрацювала з хакерською групою BO Team, щоб атакувати Міжрегіональний транзиттелеком (МТТ), дочірню компанію МТС, однієї з найбільших російських телекомунікаційних компаній, після отримання повного доступу до мережевого обладнання МТТ. HUR повідомила, що атака знищила критично важливе програмне забезпечення та файли конфігурації, що призвело до серйозних перебоїв в роботі інтернету по всій Росії, які торкнулися таких великих міст, як Москва та Санкт-Петербург, що вимагало від працівників фізичного доступу та повторного підключення обладнання для усунення збоїв.
Атаки СБУ на комунікаційну компанію Moskollector вивели з ладу 87 000 датчиків сигналізації, що використовувалися для моніторингу та контролю каналізації по всій Московській агломерації, знищивши при цьому «70 серверів та щонайменше 90 терабайт даних компанії, електронних листів, резервних копій та контрактів».

### Червень
На початку червня кібероперативці HUR здійснили широкомасштабну атаку на різні вебсайти російського уряду, включаючи вебсайти ключових міністерств, таких як міністерства юстиції, оборони, інформаційних технологій та зв'язку, фінансів, внутрішніх справ, промисловості та енергетики, а також з надзвичайних ситуацій. Збої поширилися на цивільні служби, місцеві повідомлення вказують на скасування кількох весіль через збої в системі. Атаки на Об'єднану авіабудівну компанію (ОАК), головного російського виробника передових літаків, вплинули на її роботу та призвели до тривалої недоступності її веб-сайту. HUR повідомила, що основним методом кібератаки було використання розподілених атак типу «відмова в обслуговуванні» (DDoS).
12 червня, що збіглося з Днем Росії, українські хакери атакували онлайн-системи кількох російських аеропортів, що спричинило збої в рейсах. Серед цільових аеропортів були аеропорт Южно-Сахалінськ, московський аеропорт Домодєдово та аеропорт Гагаріна Саратова, що призвело до затримки рейсів, що переважно прямували до Сочі, Бодрума та Москви. Атака також змусила літаки перенаправитися до Самари та Ульяновська. Перед атакою кіберспеціалісти отримали доступ до офіційного сервера веб-сайту Державної думи Ставропольського краю, додавши банер з фразою «Тримайтеся, ми вас звільнимо!» та зображенням Червоної площі з українськими прапорами, незадовго до атаки на аеропорти.
Невдовзі після цього, 14 червня, HUR співпрацювала з хакерською групою BO Team для атаки на російські муніципальні веб-ресурси, головним чином спрямованої на цифрову інфраструктуру Ульяновської обласної адміністрації. Атака призвела до значної шкоди ІТ-системам адміністрації, в результаті чого, як повідомляється, було виведено з ладу два гіпервізори та пристрої зв'язку, а також знищено десять віртуальних машин та один персональний комп'ютер. Крім того, операція призвела до видалення приблизно 20 терабайтів даних. Перед основною атакою хакери провели фішингову кампанію, спрямовану на інші органи місцевого самоврядування, суди та громадськість

### Липень
У липні 2024 року, як повідомлялося, українські розвідувальні служби розпочали масштабну кібератаку проти кількох російських технологічних секторів. Атаки розпочалися 15 липня, коли кіберспеціалісти HUR співпрацювали зі спільнотою хакерів, щоб атакувати приблизно сто російських веб-ресурсів, щоб стерти їхні внутрішні дані, відібрані на основі їхньої причетності до російських відомств, причетних до вторгнення Росії в Україну. Уражені веб-сторінки були закриті та замінені зображенням кривавої, обезголовленої свинячої голови, розфарбованої прапором Росії, поруч із сокирою з прапором України та фразою «404 Росію не знайдено».
23 липня Головне управління розвідки Міністерства оборони України розпочало масштабнішу операцію, спрямовану проти фінансових установ, які, за його словами, були причетні до фінансування військової діяльності проти України. До 27 липня наслідки атаки стали серйозними та поширеними. Клієнти кількох великих російських банків не могли знімати готівку в банкоматах, а кредитні та дебетові картки блокувалися після використання. Кібератака вплинула на різні аспекти віртуальної банківської інфраструктури Росії, включаючи блокування платіжних систем та мобільних банківських додатків, збої в роботі банківських порталів та порушення баз даних кількох великих банків, включаючи Дом.РФ, Альфа-Банк, Райффайзен Банк, ВТБ Банк, Росбанк, Газпромбанк, РСХБ Банк, Сбербанк, iBank та Тінькофф Банк. Атаки також були спрямовані на системи громадського транспорту, популярні російські соціальні мережі та інтернет-платформи, а також спричинили перебої в обслуговуванні кількох великих російських телекомунікаційних та інтернет-провайдерів, включаючи Мегафон, Теле2, Білайн та Ростелеком.
Джерело в українській розвідці заявило, що атака «набирає обертів» та передбачає ескалацію атак.
Росія визнала, що кібератаки були ініційовані «політично мотивованими хакерами».